# Calalzo di Cadore
Calalzo di Cadore település Olaszországban, Veneto régióban, Belluno megyében. Lakosainak száma 1841 fő (2023. január 1.). Calalzo di Cadore Auronzo di Cadore, Borca di Cadore, Domegge di Cadore, Pieve di Cadore, San Vito di Cadore és Vodo di Cadore községekkel határos.

## Népesség
A település népességének változása:
| Lakosok száma | 2024 | 2000 | 1841 |
|               | 2017 | 2018 | 2023 |